# Irineu Corrêa
Irineu Dário Meyer Corrêa da Silva  (Petrópolis, 24 de janeiro de 1900 — Rio de Janeiro, 2 de junho 1935) foi o primeiro automobilista brasileiro a ganhar uma prova no exterior, nos Estados Unidos, em 1920. Era conhecido como "o Leão de Petrópolis".

## Biografia
O piloto Irineu Corrêa foi um dos precursores do automobilismo brasileiro, ao lado do Barão Manuel de Teffé, formando uma dupla vencedora de provas internacionais nos Estados Unidos e Itália. A carreira de Irineu como piloto de carros foi vitoriosa e curta. Irineu é considerado o primeiro ás do automobilismo brasileiro sendo contemporâneo ainda do piloto Chico Landi. Junto com eles e outros, Irineu Corrêa participava das temporadas automobilísticas promovidas pelo Automóvel Clube do Brasil.

### Primeiros anos e imigração para os Estados Unidos
Sendo o mais velho de oito irmãos, Irineu era filho de Mathilde Meyer da Silva e Mário Corrêa da Silva, um abastardo e conhecido negociante de Petrópolis,, descendente de colonos alemães pela linha materna. Ainda em Petrópolis estudou em no Instituto Gratuito São José, da Paróquia do Sagrado Coração de Jesus dos Frades Franciscanos.
Ainda criança escuta empolgado as notícias sobre as primeiras corridas oficiais de automóveis no Brasil, a do “Circuito de Itapecerica”, em 26 de julho de 1908 - em São Paulo, e o do “Circuito de São Gonçalo”, em 19 de setembro de 1909 (A idéia original era realizar a prova no Alto da Boa Vista, mas Souza Aguiar, o então prefeito da cidade do Rio de Janeiro - à época Capital Federal, proíbe a sua realização por achar que representava uma ameaça à população; o que acaba levando os organizadores do Automóvel Club do Brasil a buscar apoio de Alfredo Backer, então governante do estado do Rio de Janeiro, e transferir a competição para as vizinhas cidades de São Gonçalo e Niterói, esta última que era a então a capital estadual do Rio de Janeiro).
Aos 13 anos de idade, sem conhecimento de seus familiares, embarcou para os Estados Unidos escondido em um navio, atraído pelas fascinantes máquinas que eram produzidas naquele país. De início, Irineu estabeleceu-se na Filadélfia, cidade na Pensilvânia, e em Trenton , na Nova Jersey; posteriormente iria para Detroit, em Michigan. Ficaria por sete anos naquele país, onde conseguiria se profissionalizar como mecânico e piloto.
Ainda nos Estados Unidos obteria algumas vitórias ao competir em inúmeras corridas de milha e pistas de meia milha, nas então chamadas pistas rurais de terra. O sucesso de Irineu faria outros pilotos brasileiros irem para os Estados Unidos buscando alcançar semelhantes resultados.
Considerado um marco no início de sua carreira profissional, em 6 de setembro de 1920 Irineu Corrêa vence uma corrida em Chester Fair, parque na localidade de Chester, em Connecticut, nos Estados Unidos, surpreendendo com a notícia os moradores de sua cidade natal: Petrópolis. Chester Fair é nome de uma feira agrícola realizada desde 1877; esta seria a primeira vitória de Irineu, e foi em pista de madeira, comum nos Estados Unidos nos anos 1920 e não era um grande evento, mas relatos de vitórias brasileiras no exterior anteriormente a esta data, não existem. Sendo portanto a primeira vitória de um automobilista brasileiro em território estrangeiro.

### Retorno ao Brasil e competições
Irineu retorna ao seu país em 1920, onde o automobilismo ainda era um esporte realizado praticamente de forma amadora, ligado a atrações circenses. Na época o profissionalismo automobilístico limitava-se a poucas e esporádicas competições. Profisionalmente passa a dedicar-se a trabalhar com mecânica, para conseguir alguma renda; e casa-se com Zina Fayão. Junto com Oscar de Andradrade, Irineu possuía sua oficina localizada no Centro da cidade do Rio de Janeiro, na Rua dos Inválidos, 123.
Nos tempos ainda de pioneirismo do automobilismo como esporte no Brasil, Irineu Correa participa de corridas de resistência entre as cidades, usando como circuitos os velhos caminhos de terra que conduziam carroças e carruagens.
Em 13 de maio de 1927 torna-se campeão do Circuito de Outono, que foi a primeira  prova do Circuito de Rua de Porto Alegre, no Rio Grande do Sul, com seu carro norte-americano da marca Studebaker. A participação de pilotos de outros estados valorizou a corrida e o automobilismo gaúcho. Em depoimento, após a corrida, o piloto Irineu Corrêa comentou as dificuldades da  prova  e  a  qualidade  dos  pilotos  gaúchos.
Participa, em 1929, da criação desenvolvida pelo Automóvel Clube do Brasil, no Rio de Janeiro, da comissão organizadora e idealizadora do Circuito da Gávea, e em 1932 integra a confecção do itinerário da pista; participando da corrida em 1933, que é considerada a primeira prova brasileira do Calendário Internacional de Automobilismo.
Irineu Corrêa competiu também na Argentina. Neste país Irineu participou em vários anos do Grande Prêmio Nacional Argentino, em 1928 foi o segundo colocado na competição vencida pelo argentino Clemar Bucci; já em 1929, apesar estar na segunda colocação na maior parte da disputa, Irineu obteve o quarto lugar na corrida que foi vencida por outro argentino, Raúl Riganti; no ano seguinte, em 1930, obtém um 3º lugar. Ainda em 1930, participa e torna-se campeão do Grande Raid Buenos Aires-Rosário-Córdoba, onde competiram vários pilotos europeus  famosos no circuito internacional. Ainda competiria no Brasil em 1930, na Maratona de Resistência entre Rio e São Paulo, nela Irineu bate dois recordes da competição: o de velocidade e o de duração mínima da prova.
Em 28 de fevereiro de 1932 esteve na Caravana Automobilística “Subida da Montanha”, que usou como circuito a Estrada Rio-Petrópolis, competição que foi ganha pelo corredor alemão e campeão europeu Barão Hans Stuck von Vielliez.
Na área mecânica, Irineu Corrêa desenvolveu um método revolucionário para o automobilismo da época. O problema na época consistia em fazer o carro não morrer quando fosse parar para o abastecimento. Procede então ao cálculo do combustível necessário e realiza uma adaptação, levando um litro de óleo que depositava no cárter durante a corrida por intermédio de um dispositivo que desenvolvera, o que consequentemente aumentava o depósito de nafta, um recurso perigoso, mas que foi tão bem sucedido sendo assimilado por todos os demais competidores.
Em 1933 usou umum Chrysler 42 na primeira edição do Circuito da Gávea, entretanto um problema mecânico o tira da competição; o vencedor seria Manuel de Teffé.
O auge de sua carreira foi a vitória na segunda  edição do Circuito da Gávea, conhecido na época como "Trampolim do Diabo", em 1934; fato reconhecido como o maior feito de um atleta petropolitano em todos os tempos. A incontestável vitória de Irineu foi prestigiosa por ter largado em último, ultrapassado vários concorrentes ao longo da corrida, e havendo vencido a competição logo após o abandono de pista do piloto Chico Landi, que estreava naquele ano. A sua velocidade média na corrida foi estipulada em de 70.815 km/h. Irineu, auxiliado pelos engenheiros, Henrique Cathiart e por Silvio Barbosa Bentes, montara a “baratinha 90″, sobre um chassis Bugatti com Motor Studebaker. Quiseram por intermédio de inúmeras ações retirar-lhe o título de campeão, acusando-o de usar óleo diferente, uma combinação anormal e não considerada técnica para a época, mas que não resultou em maiores complicações para Irineu.
A vitória no Circuito da Gávea era a consagração de sua carreira. Irineu volta a Petrópolis no dia seguinte ao da sua vitória, e tem a apoteótica recepção em Quitandinha, estando à frente da comunidade o prefeito Nestor Ahrends. Ainda em 1934, Irineu trabalhava em seu carro em uma oficina do Flamengo e nos fins de semana nas oficinas de uma concessionária Ford em Petrópolis, que atendia aos veranistas. Esta oficina localizava-se ao lado do jornal Tribuna de Petrópolis, onde atualmente é o Edifício Esperanto.

### Acidente fatal
Aos 35 anos, em 2 de junho de 1935, a bordo de um Ford V8, competindo novamente no Circuito da Gávea, agora em sua terceira edição, Irineu assume a condição de favorito da corrida; porém  Irineu envolveria- em grave acidente, pois chocaria-se com uma primeira árvore - da qual foi partida o tronco - e posteriormente bateria noutra que joga o veículo ao ar; tendo este, logo após, caído num canal. Tal acidente ocorreu na segunda curva da Avenida Visconde de Albuquerque, no bairro do Leblon. Após o acidente, ocorrido logo nos momentos iniciais da corrida, o piloto ainda seria levado ao Posto de Saúde de Copacabana, porém lá chegaria já sem vida por conta dos grandes traumas e hemorragia verificados. Tal acontecimento fatal, no entanto, não era novidade no Circuito da Gávea; visto que no ano anterior, em 1934, nele o piloto Stefano Crespi (1899-1934), mais conhecido como Nino Crespi, já havia sido vitimado por um acidente na Rua Marques de São Vicente em 3 de outubro de 1934, quando seu Bugatti atingiu um poste na Rua Marquês de São Vicente; o mecânico de Crespi, Heitor Blasi, também sofreu ferimentos no acidente.
Coube a seus irmãos Eduardo, Dário, Oldemar e Carlos Corrêa, comunicarem a morte de Irineu a esposa e a mãe do piloto, que na ocasião estavam na cidade de Petrópolis. Ainda no posto de saúde de Copacabana, Luciano Crespi, irmão do piloto Nino Crespi que fora vitima fatal da corrida do ano anterior, prestou a sua solidariedade a família de Irineu Corrêa. O piloto residia na cidade do Rio de Janeiro no bairro de São Cristóvão, na Rua Bela de São João, 124 (atualmente chamada apenas de Rua Bela); já em Petrópolis a sua residência era na casa de seus pais, na Avenida XV de Novembro, 1068 (atualmente chamada apenas de Rua do Imperador).
Em Petrópolis, Irineu Corrêa foi velado na Catedral de São Pedro de Alcântara e sepultado no cemitério municipal da cidade na campa 39.330. Ele deixou viúva Zina Fayão Corrêa, com quem teve Nadyr Corrêa, sua filha que na época contava com dez anos de idade. Após a morte de Irineu diversas subscrições públicas foram criadas como forma de amparar sua família, todavia a família preferiu dar o resultado financeiro destas subscrições ao Asilo do Amparo, da cidade de Petrópolis.

## A mítica em torno do carro de Irineu
O Ford de Irineu seria recuperado e foi usado por outros dois pilotos nas corridas da Gávea de 1936, 1938 e 1939.
O imigrante italiano Dante Rizzi Palombo, apesar de não ser um piloto profissional, adquiriu o veículo que pertencera a Irineu Corrêa com o intuito de competir na quarta edição da corrida do Circuito da Gávea, em 1936, Dante Palombo era um dos mais populares motoristas da Marinha. Palombo foi um motorista e mecânico italiano que migrou para o Brasil e obteve a cidadania brasileira antes de sua morte. Em 28 de maio de 1936, durante os treinos no Circuito da Gávea, Palombo morreria em grave acidente na Praça Santos Dumont, dirigindo o carro que foi de Irineu.
Em 1937 o piloto Geraldo Avellar usou o veículo na corrida da Prova de Subida de Montanha de Petrópolis.
Além da morte de Irineu e Palombo, o mesmo veículo Ford V8 se envolveria em mais dois acidentes, num deles em 1938, José Bernardo sofreu uma grave colisão durante os treinos da corrida. O carro foi apelidado de "O Assassino" pela imprensa contemporânea.
Em 1938 seis mecânicos, que serviram a equipe de Irineu Corrêa, fizeram uma miniatura do carro pilotado por ele e a doaram para um museu, logo apos ela ter sido exposta na redação do jornal A Noite.

## Homenagens póstumas
Logo após a sua morte, surgiu a proposta de erguer um marco em coluna de pedra na margem do canal da Avenida Visconde de Albuquerque em memória do piloto. Tal marco substituíria a árvore onde bateu o carro de Irineu Corrêa, antes de cair no canal. A proposta foi feita por Américo Azevedo, filho do teatrólogo Artur de Azevedo.
Em 1936 o Sindicato dos Trabalhadores de Transportes Terrestres solicitou à Câmara de Vereadores da cidade de Niterói que fosse dado o nome de Irineu Corrêa a uma rua da cidade.
Em Petrópolis, cidade onde nasceu Irineu Corrêa, uma rua no bairro do Alto da Serra possui o nome do piloto. De semelhante forma existem homenagens em logradouros de cidades tais como: no bairro de Irajá, na cidade do	Rio de Janeiro; no bairro Jardim Satélite	na cidade de São Paulo, nas proximidades do Autódromo de Interlagos; no bairro Universitário, no município de Lages; e no bairro Parque Sayonara II, em Vila Inhomirim, no município de Magé.